# Posse de Joe Biden
A posse de Joe Biden como 46.º presidente dos Estados Unidos marcou o início do mandato de quatro anos de Joe Biden como presidente e Kamala Harris como vice-presidente. A cerimônia pública foi realizada na quarta-feira, 20 de janeiro de 2021, na Frente Oeste do Edifício do Capitólio dos Estados Unidos em Washington, DC. O evento foi a 59.ª inauguração presidencial. Biden fez o juramento de posse como presidente naquele dia, e Harris também fez o juramento de posse como vice-presidente. As festividades foram limitadas devido à pandemia de COVID-19 nos Estados Unidos e questões de segurança. Medidas de saúde pública, como uso obrigatório de máscara, controle de temperatura e distanciamento social, foram amplamente utilizadas na cerimônia.
"América Unida" e "Nossa Democracia Determinada: Forjando uma União Mais Perfeita", uma referência ao Preâmbulo da Constituição dos Estados Unidos, servirá como tema inaugural.

## Contexto
A inauguração marcou o culminar formal da transição presidencial de Joe Biden, que começou quando ele ganhou as eleições presidenciais dos EUA em 3 de novembro de 2020 e se tornou o presidente eleito quatro dias depois, em 7 de novembro de 2020. Biden e sua companheira de chapa, Kamala Harris, estão programados para serem confirmados pelo Colégio Eleitoral em 14 de dezembro de 2020. Após sua posse, Biden se tornará o presidente mais velho (aos 78 anos) ao assumir o cargo que Ronald Reagan deixava, aos 77 anos e 349 dias. Ele também será o segundo católico. Sua companheira de chapa, Kamala Harris, se tornará a primeira mulher, a primeira afro-americana e a primeira vice-presidente asiático-americana.

## Planejamento

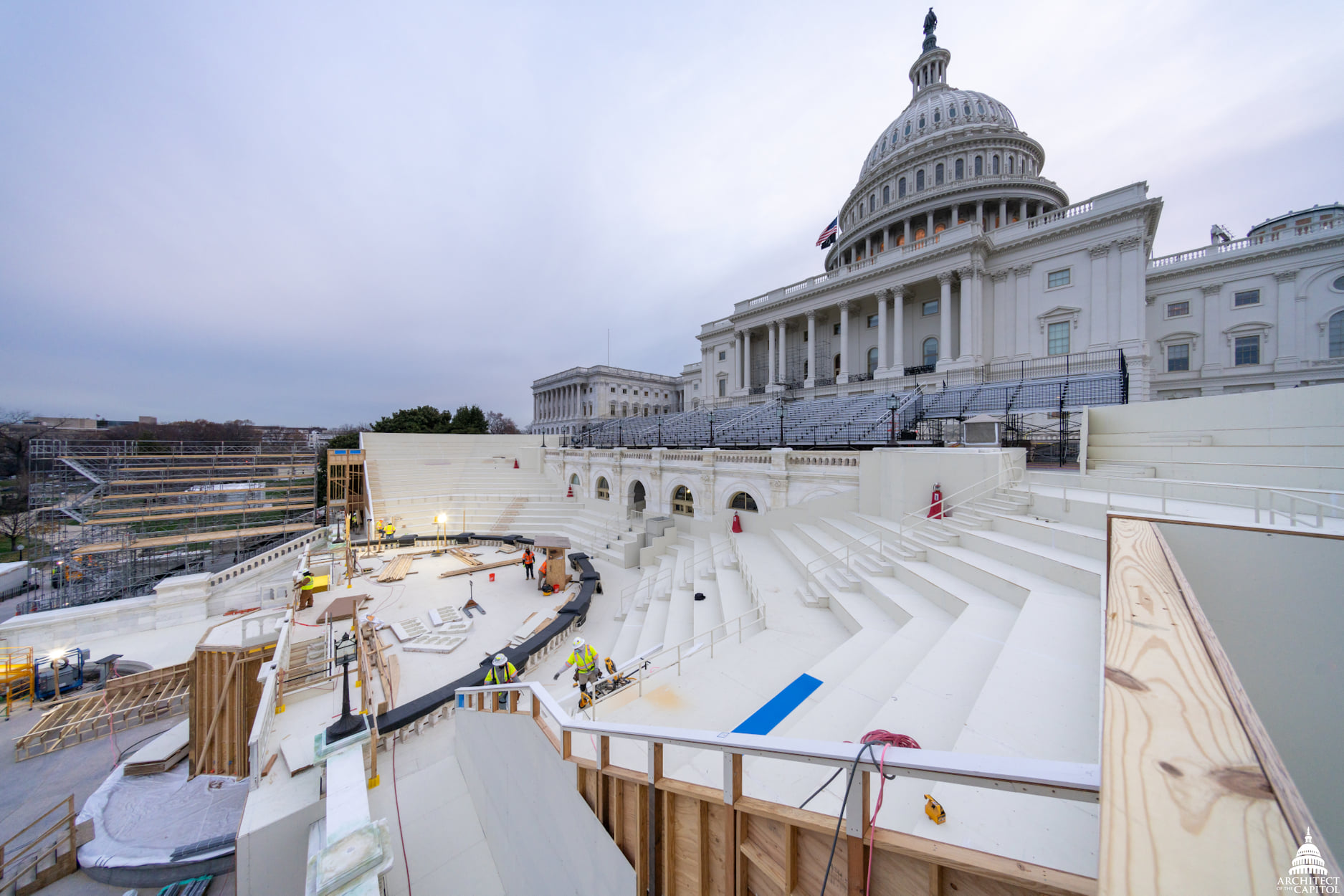
Construção da plataforma inaugural do Capitólio dos Estados Unidos.

O Capitol Police Board restringiu o acesso público à frente oeste do Capitólio dos Estados Unidos de 7 de setembro de 2020 a 28 de fevereiro de 2021 para "permitir a construção segura da plataforma inaugural, arquibancadas e outras infraestruturas necessárias para apoiar o evento". Uma cerimônia inaugural do primeiro prego, que tradicionalmente comemora o início da construção da plataforma inaugural, não foi realizada porque "coincidiu com o período de memória da falecida Ministra da Suprema Corte Ruth Bader Ginsburg".

### Comitê do Congresso Conjunto

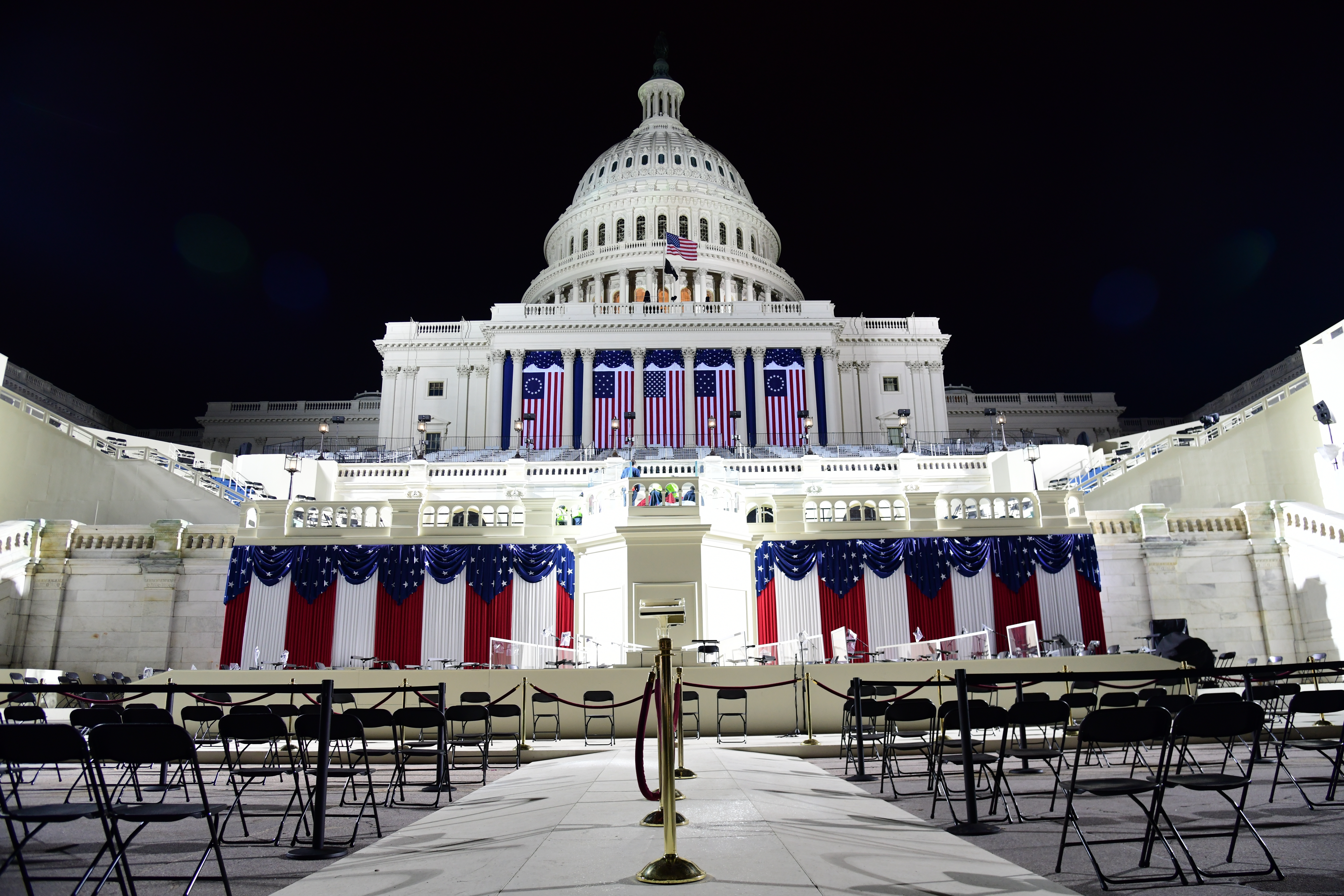
A plataforma completa, onde a posse aconteceu.

A cerimônia de posse e o almoço de posse para o presidente eleito Biden e o vice-presidente eleito Harris foram planejados pelo Comitê Conjunto de Cerimônias Inaugurais, um comitê composto pelos senadores dos Estados Unidos Roy Blunt, presidente do comitê, Mitch McConnell e Amy Klobuchar, e os representantes dos Estados Unidos Nancy Pelosi, Steny Hoyer e Kevin McCarthy. A Comissão de Regras e Administração do Senado escolheu o tema inaugural "Nossa Democracia Determinada: Forjando uma União Mais Perfeita" para destacar a cerimônia inaugural como uma "marca registrada da governança e da democracia americanas" e enfatizar a transição pacífica de poder.
A Câmara Municipal do Distrito de Colúmbia estima que os custos totais da inauguração, que incluem "segurança, preparação do percurso do desfile e construção da revisão estão fora da Casa Branca e do Edifício Wilson do Distrito", além de "preocupações com COVID-19 e a probabilidade de agitação civil "excederá 44,9 milhões de dólares.

### Comitê de posse presidencial
O Comitê Presidencial Inaugural de 2021 organizou outros eventos relacionados à inauguração sob a direção do Presidente eleito e do Vice-presidente eleito dos Estados Unidos.[carece de fontes?]

## Eventos pré-inaugurais
Festividades antes e depois da posse foram ou canceladas ou drasticamente reduzidas ou modificadas por causa da pandemia de COVID-19.

## Eventos inaugurais

### Cerimônia
As cerimônias inaugurais tradicionais consistiram em apresentações musicais da Banda da Marinha dos Estados Unidos e artistas populares, juramentos administrados pelo presidente da justiça ao Presidente eleito e um juiz associado ao Vice-Presidente eleito, um discurso inaugural e almoço após a cerimônia pública.[carece de fontes?]
Joe Biden e Kamala Harris foram empossados ao meio-dia de 20 de janeiro de 2021, como presidente e vice-presidente dos Estados Unidos, respectivamente.

### Endereço inaugural
Biden fez seu discurso inaugural ao assumir o cargo, onde prestou homenagem as vítimas da pandemia de COVID-19 e exortou a nação a união.

### Juramentos

#### Juramento doPresidenteJoe Biden
O presidente da Suprema Corte John Roberts então administrou o juramento de Biden às 11h47. Biden recitou o seguinte, conforme prescrito pela Constituição :
Juro solenemente que executarei fielmente o cargo de Presidente dos Estados Unidos e, da melhor maneira possível, preservarei, protegerei e defenderei a Constituição dos Estados Unidos. [Que Deus me ajude.]— Joe Biden
Ao completar o juramento, o banda do exército dos Estados Unidos ("Pershing's Own").  A saudação de canhão com 21 tiros para o presidente Biden foi feita mais tarde na cerimônia de colocação da coroa no Cemitério Nacional de Arlington.
O mala nuclear presidencial, que pode autorizar um ataque nuclear fora de um centro de comando, foi discretamente entregue a assessores militares da nova administração durante a cerimônia; no entanto, a ausência de Trump não mudou a desativação automática de seu acesso nuclear e de Pence e ativação de Biden e Harris.

#### Discurso inaugural
O discurso de posse do presidente Biden, de 21 minutos, expôs a sua visão de unir a nação prefaciada pelos vários impactos da pandemia COVID-19, conflitos econômicos, mudanças climáticas, divisão política e injustiça racial. Biden redigiu o discurso com a ajuda do redator de discursos Vinay Reddy, do conselheiro sênior Mike Donilon, do novo secretário de Estado Tony Blinken e do chefe de gabinete Ron Klain. O seu discurso foi descrito pelo New York Times como uma "refutação direta" ao discurso inaugural de Trump em tom, como Biden pediu o fim da "guerra incivil" de culturas americanas políticas, demográficas e ideológicas através de uma maior aceitação da diversidade.
No discurso, Biden repetiu a sua promessa de campanha de "lutar tanto por aqueles que não me apoiaram quanto por aqueles que o apoiaram". Ele vocalizou a sua oposição à desinformação e aos políticos que buscam ganhar com sua armamentização - uma referência passiva a Trump, que frequentemente fazia declarações falsas ou enganosas enquanto estava no cargo. Biden denunciou explicitamente a supremacia branca e o nativismo, chamando-os de uma "realidade feia" da vida americana que obscurece o "ideal americano" estabelecido na Declaração de Independência dos Estados Unidos - que todos os americanos são iguais. Ele também discutiu o significado histórico da ascensão de Harris à vice-presidência, relatando os movimentos pelos direitos civis e o sufrágio feminino que permitiram que afro-americanos e mulheres participassem da política. Biden celebrou sua posse como um "triunfo" da democracia , afirmando uma transferência pacífica do poder exatamente duas semanas após a tomada do Capitólio.

## Eventos Pós-Inauguração

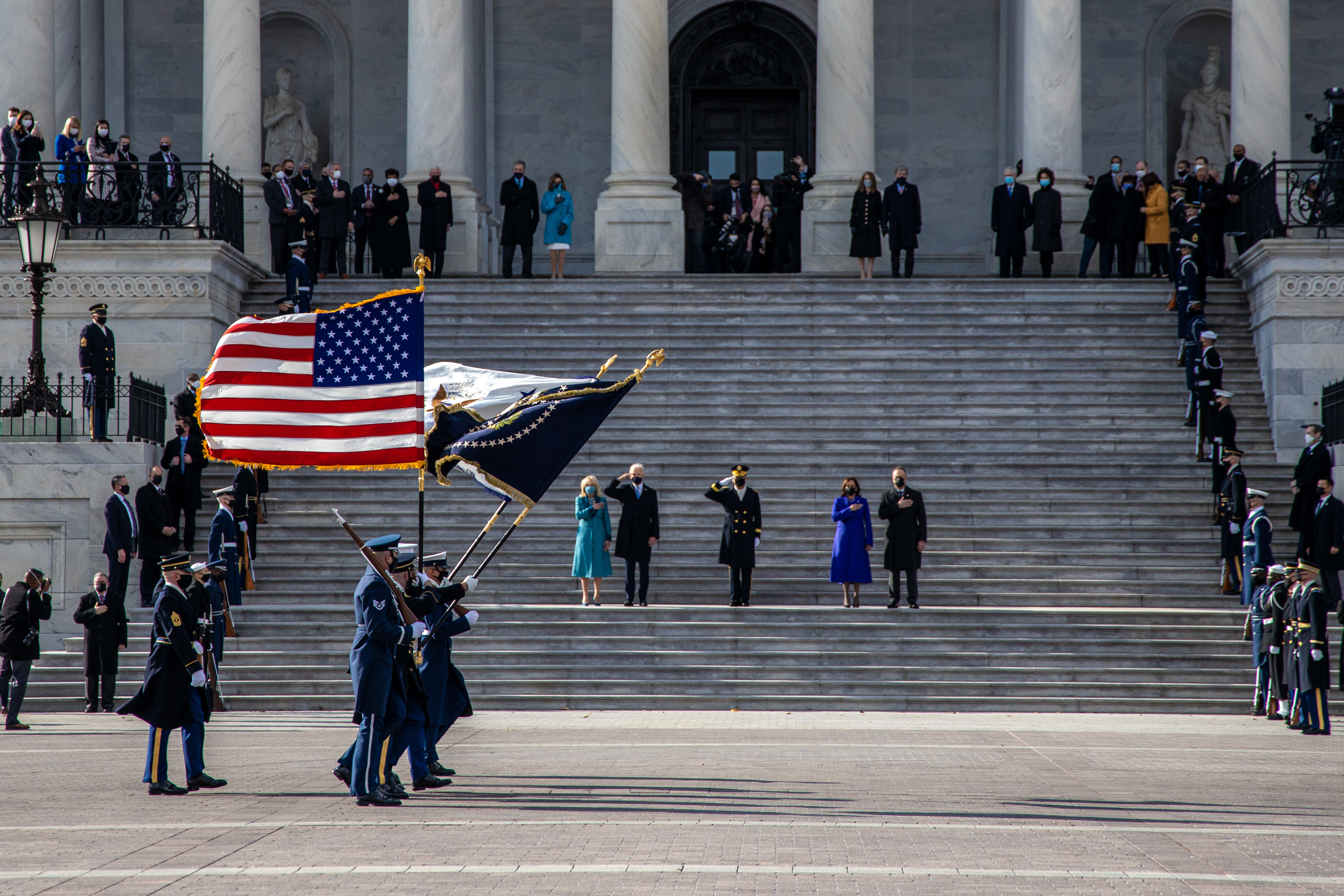
O presidente Biden, a vice-presidente Harris e seus cônjuges participam de um Pass in Review.

Após a cerimônia de tomada de posse, Biden, Harris e os seus cônjuges participaram de um Pass in Review na Frente Leste do Capitólio dos Estados Unidos apresentando membros das Forças Armadas dos Estados Unidos. Tradicionalmente, antes do Passe em Revisão, o novo presidente escoltava o presidente que deixava o cargo até um helicóptero, o Marine One, de onde eles oficialmente partiriam de Washington, DC. No entanto, a decisão de Trump de não comparecer à posse de Biden e preferir partir antes do evento o início quebrará esse costume. O almoço do Congresso, uma tradição testemunhada desde a posse de William McKinley em 1897, foi cancelado devido a questões de saúde pública. No entanto, Biden e Harris foram apresentados a vários presentes no Capitólio, incluindo "Paisagem com arco-íris" por Robert S. Duncanson, dois chumbo Lenox cristal vasos corte por Peter O'Rourke, duas bandeiras que foram voadas sobre o Capitólio durante a cerimônia inaugural, e retratos deles fazendo seus juramentos de posse.
No final da tarde, Biden participou de uma cerimônia de assinatura, declarando uma Proclamação do Dia de Inauguração e suas nomeações para cargos de gabinete e sub-gabinete para o Congresso. À noite, Harris fez o juramento dos senadores eleitos Jon Ossoff e do reverendo Raphael Warnock que, respectivamente, venceram as eleições regulares e especiais de segundo turno para o Senado, pela Geórgia a 5 de janeiro, que renderam a maioria democrata no Senado dos EUA, junto com Alex Padilla, que foi nomeado pelo governador da Califórnia Gavin Newsom para ocupar o lugar vago de Harris.

### Cerimônia de colocação de coroa de flores no Cemitério Nacional de Arlington

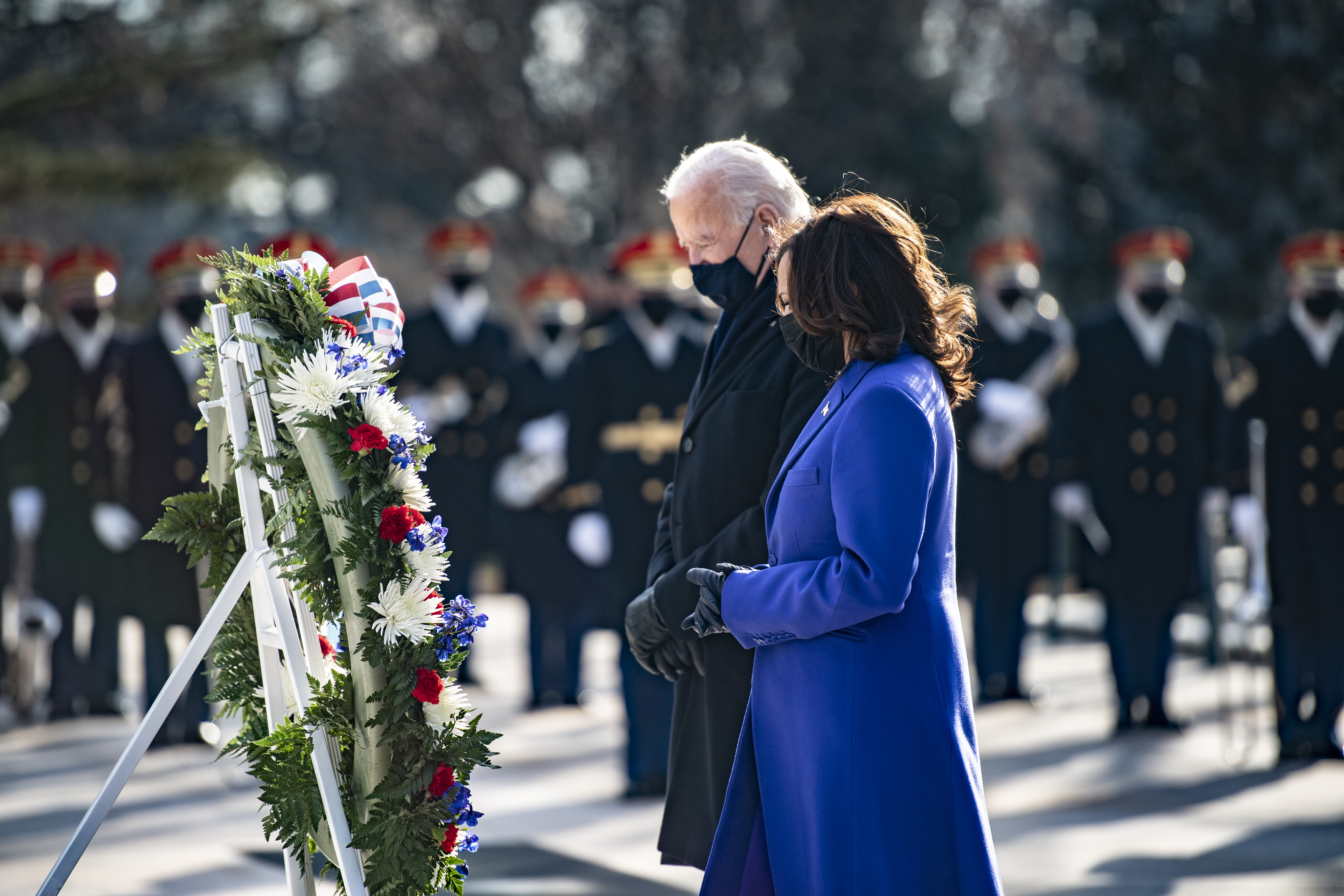
O presidente Biden e o vice-presidente Harris depositam uma coroa de flores na Tumba do Soldado Desconhecido no Cemitério Nacional de Arlington.

Após o Pass in Review, Biden e Harris, junto com os ex-presidentes Clinton, Bush e Obama, e todos os seus cônjuges, participaram de uma cerimônia de colocação de coroas na Tumba do Soldado Desconhecido no Cemitério Nacional de Arlington. O historiador presidencial Timothy Naftali observou que a cerimônia foi significativa porque o Congresso decidiu no Dia da Posse em 1921 , quase 100 anos antes de Biden, enterrar um soldado não identificado que morreu na Primeira Guerra Mundial. Naftali observou ainda que a reunião de Biden e ex-presidentes em homenagem aos soldados desconhecidos que morreram na guerra serviu como uma "mensagem visual de unidade, em um momento de ansiedade, dor e sofrimento no país".

### Celebraçãoespecial daAmérica

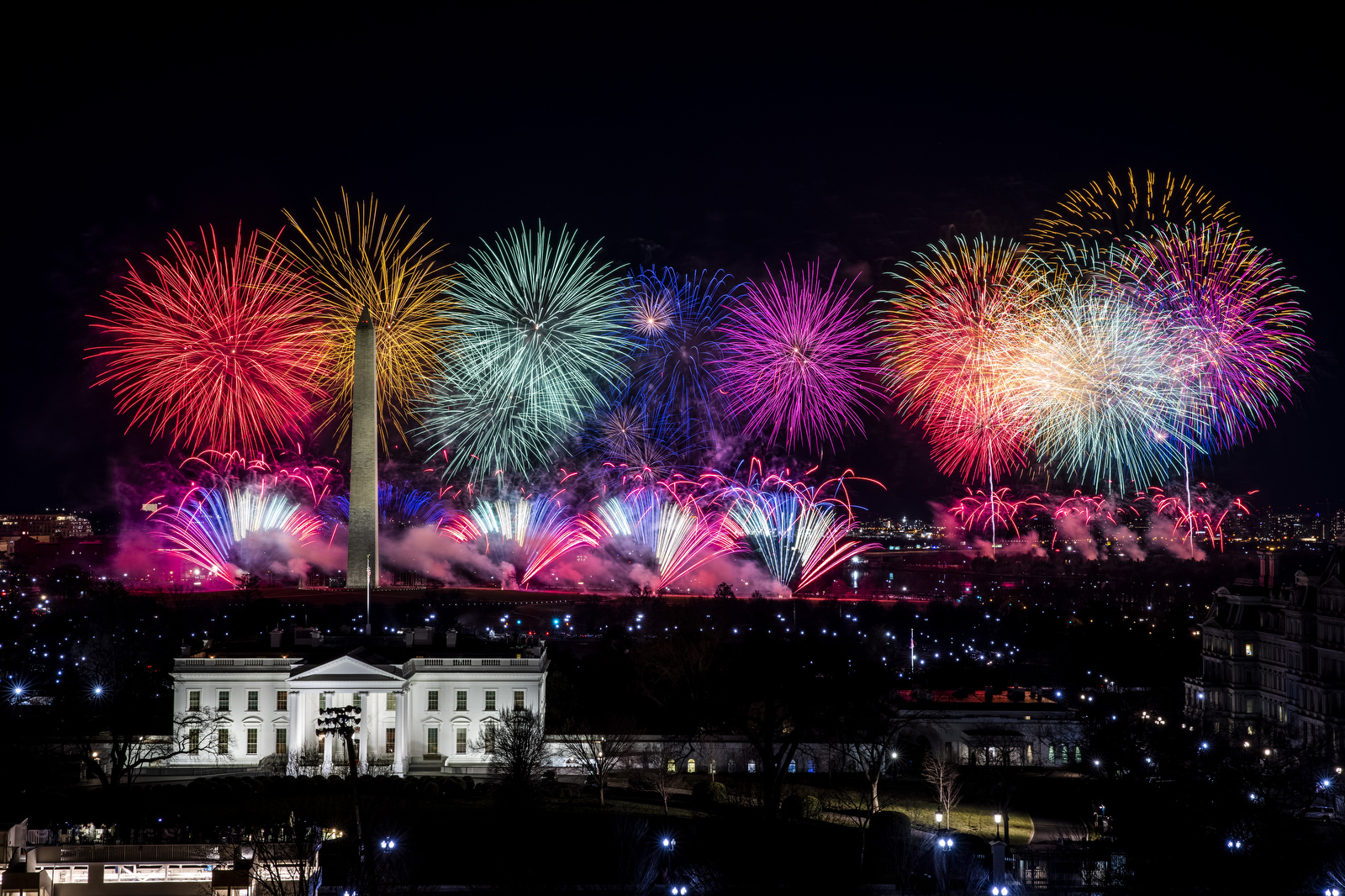
Celebração com fogos de artifício na Casa Branca após a posse.

Os bailes de posse tradicionais, que geralmente reúnem centenas de dignitários para ver o presidente e se estendem até tarde da noite, não foram realizados devido a restrições relacionadas à pandemia. Um especial de televisão em horário nobre, Celebrating America, foi transmitido como um substituto em simulcast pela maioria das grandes redes de televisão e outros canais a cabo e streaming. Foi apresentado por Tom Hanks e incluiu apresentações de Foo Fighters, Bruce Springsteen, John Legend, Ant Clemons, Jon Bon Jovi, Demi Lovato, Justin Timberlake, Garth Brooks e Tim McGraw, entre outros. O dramaturgo Lin-Manuel Miranda recitou “uma obra clássica durante o programa”; o jogador de basquete Kareem Abdul-Jabbar, o filantropo José Andrés, a líder sindical Dolores Huerta e Kim Ng, a primeira gerente geral feminina da Liga Principal de Beisebol, também compareceram.

## Protestos e manifestações

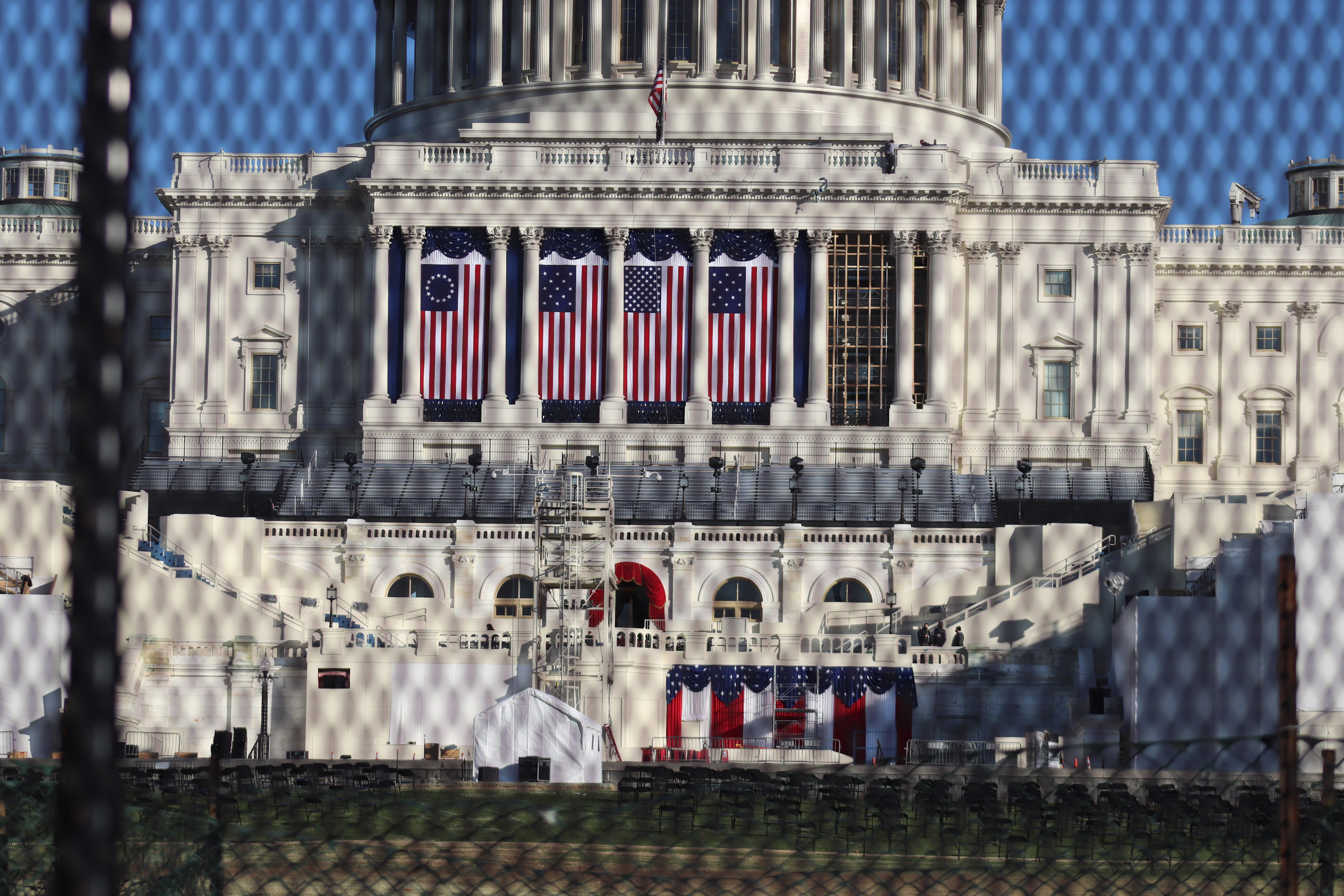
A plataforma inaugural por trás das barreiras antimotim, oito dias antes da inauguração

Uma série de protestos e contraprotestos relacionados com os resultados das eleições presidenciais de 2020 começaram em dezembro de 2020.
Após o violento ataque ao Congresso a 6 de janeiro, o prefeito de DC Muriel Bowser pediu ao Departamento do Interior para cancelar as autorizações de demonstração em DC e rejeitar os pedidos de demonstração durante a inauguração, mas o Departamento do Interior recusou-se a fazê-lo. Enquanto o National Mall está fechado ao público durante os eventos inaugurais, o National Park Service designou duas áreas adjacentes - partes do John Marshall Park e Navy Memorial - exclusivamente para "atividades da Primeira Emenda" (protestos). A Polícia de Parques dos EUA determinou que "à luz dos eventos recentes e com as avaliações atuais de ameaças disponíveis, cada uma dessas áreas do parque será limitada a não mais indivíduos do que podem ser acomodados com segurança", o que foi definido como um máximo de 100 indivíduos em cada local.  Aqueles que entrarem nas áreas designadas serão selecionados por meio de magnetómetros. Os grupos de esquerda ANSWER Coalition e DC Action Lab receberam autorizações, e ambos concordaram em fazer manifestações dentro desses limites de participação.
Alguns pedidos de licenças da Primeira Emenda foram processados pelo Serviço de Parques Nacionais para manifestações no Dia da Inauguração, incluindo aqueles apresentados pelos grupos pró-Trump Roar for Trump e Women for a Great America.

## Segurança
O Serviço Secreto dos Estados Unidos anunciou uma operação de segurança gigantesca para proteger as autoridades presentes na posse. Após a invasão do Capitólio em 6 de janeiro de 2021 (duas semanas antes da posse de Biden), a segurança foi reforçada, especialmente após notícias de que novas manifestações estavam marcadas para a semana da posse. Segundo o FBI, grupos armados de extrema-direita estariam planejando ir para Washington. Como resposta, cerca de 25 000 membros da Guarda Nacional foram postos na capital, como um reforço na segurança. Medidas extras também foram adotadas, como adição de barreiras, detectores de metais e restrições ao acesso de várias regiões.